# キョウエイプロミス
キョウエイプロミスは、日本の競走馬。おもな勝ち鞍は天皇賞（秋）、毎日王冠、ダイヤモンドステークス。ジャパンカップでの活躍から、世界に手をかけた勇士と呼ばれた。
主戦騎手は所属騎手の柴田政人。
※馬齢は旧表記（数え年）とする。

## 戦績
1979年に美浦の高松邦男厩舎に預けられた。4戦して初勝利したのは12月9日の中山競馬場だった。翌1980年4歳となり、3月には特別戦で2勝目を上げるが、スプリングステークスで13着するなどクラシック路線ともほぼ無縁だった。目立ったのは函館記念5着で、その後1年間脚部不安で休養に入った。
1年間休養の後の5歳となり、1981年8月の函館競馬場で復帰した。5戦未勝利で終わるが、12月の暮れにステイヤーズステークスで2着となり、翌1982年の6歳に入ってからは、自己条件の800万下特別を勝ち上がり、4月のダイヤモンドステークスで勝利、初重賞制覇となった。次走の宝塚記念はモンテプリンスの4着と、半年間で上位クラスと互角に戦えるまで成長した。秋に入り、毎日王冠で重賞2勝目を挙げ、天皇賞（秋）で3番人気に支持されるも7着に敗れた。続く目黒記念も1番人気の13頭立ての12着と大きく評価を落とすものの、12月の有馬記念ではヒカリデュール、アンバーシャダイに次ぐ3着に入った。
1983年の7歳時は脚部不安が再発し、春は全休となった。その後秋に毎日王冠で復帰して3着、そして再び天皇賞（秋）に出走した。この時点では日本最強馬の一角アンバーシャダイが天皇賞（春）以来の出走のため、1番人気タカラテンリュウと人気を分け合うが、レースは逃げるタカラテンリュウを直線で交わして1 1/2身差で勝利し、初の大レース制覇となった。鞍上の柴田もこの天皇賞で800勝を達成した。

## ジャパンカップの2着激走
天皇賞を勝ったことで、陣営は次走にジャパンカップを選択した。この年19年ぶりに三冠を達成したミスターシービーの出走が望まれていたが、シービーは出走しないことが発表された。
これにより日本の競馬関係者、ジャパンカップに来日した世界各国のプレスを落胆させるが、高松は「なぜ三冠を達成した日本の最強馬が出走しないのか」と詰め寄る世界各国のプレスらに「ですから（日本の最強馬として）キョウエイプロミスがあなた方の馬のお相手をするわけです。」と答え、柴田も「パーフェクトな状態。堂々と勝ちに行きます！」と外国馬とも互角に戦える万全な状態と答えた。一方で高松は「プロミスの脚が壊れる」とこのレースが最後になることも予感していた。
迎えたジャパンカップにおいてスタネーラと頭差（タイム差なし）の2着となり、日本馬として初の連対を果たした。鞍上柴田も納得した走りに思わずスタネーラの鞍上B.ラウスに鞭越しに賞賛を送った。
しかしながらその激走の反動は大きく、高松の予想通りキョウエイプロミスはレース中に右前脚繋靱帯不全断裂を発症。コースからは馬運車で退場する事となり、競走能力喪失と診断されそのまま引退となった。騎乗した柴田は「ゴール前100メートルぐらいのところでガクンときて。そこでやったのかな」とした。
競馬評論家の大川慶次郎は天皇賞後にキョウエイプロミスの勝ちっぷりから外国馬と互角に戦えると確信し、実際スタネーラの叩き合いの際、興奮の余り実況で｢プロミス!プロミス!」と連呼していた。この天皇賞とジャパンカップ2着が評価され、1983年には優駿賞最優秀5歳以上牡馬を受賞している。

## 引退後
1984年から馬主が経営するインターナショナル牧場で種牡馬となった。しかしこれと言った産駒を残すことはできず、1994年に種牡馬からも引退。その後は功労馬として余生を過ごし、2003年に死亡した。

## 血統表
| キョウエイプロミスの血統プリンスキロ系（セントサイモン系） / Nearco4x5=9.38% | キョウエイプロミスの血統プリンスキロ系（セントサイモン系） / Nearco4x5=9.38% | キョウエイプロミスの血統プリンスキロ系（セントサイモン系） / Nearco4x5=9.38% | （血統表の出典） | （血統表の出典） |
| 父 *ボールドリック Baldric 1961 黒鹿毛                                       | 父の父Round Table 1954 鹿毛                                                  | Princequillo                                                                 | Prince Rose      | Prince Rose      |
| 父 *ボールドリック Baldric 1961 黒鹿毛                                       | 父の父Round Table 1954 鹿毛                                                  | Princequillo                                                                 | Cosquilla        |                  |
| 父 *ボールドリック Baldric 1961 黒鹿毛                                       | 父の父Round Table 1954 鹿毛                                                  | Knight's Daughter                                                            | Sir Cosmo        | Sir Cosmo        |
| 父 *ボールドリック Baldric 1961 黒鹿毛                                       | 父の父Round Table 1954 鹿毛                                                  | Knight's Daughter                                                            | Feola            |                  |
| 父 *ボールドリック Baldric 1961 黒鹿毛                                       | 父の母Two Cities 1948 鹿毛                                                   | Johnstown                                                                    | Jamestown        | Jamestown        |
| 父 *ボールドリック Baldric 1961 黒鹿毛                                       | 父の母Two Cities 1948 鹿毛                                                   | Johnstown                                                                    | La France        |                  |
| 父 *ボールドリック Baldric 1961 黒鹿毛                                       | 父の母Two Cities 1948 鹿毛                                                   | Vienna                                                                       | Menow            | Menow            |
| 父 *ボールドリック Baldric 1961 黒鹿毛                                       | 父の母Two Cities 1948 鹿毛                                                   | Vienna                                                                       | Valse            |                  |
| 母 チヨダクイン 1970 栗毛                                                    | 母の父*ネヴァービート Never Beat 1960 栃栗毛                                 | Never Say Die                                                                | Nasrullah        | Nasrullah        |
| 母 チヨダクイン 1970 栗毛                                                    | 母の父*ネヴァービート Never Beat 1960 栃栗毛                                 | Never Say Die                                                                | Singing Grass    |                  |
| 母 チヨダクイン 1970 栗毛                                                    | 母の父*ネヴァービート Never Beat 1960 栃栗毛                                 | Bride Elect                                                                  | Big Game         | Big Game         |
| 母 チヨダクイン 1970 栗毛                                                    | 母の父*ネヴァービート Never Beat 1960 栃栗毛                                 | Bride Elect                                                                  | Netherton Maid   |                  |
| 母 チヨダクイン 1970 栗毛                                                    | 母の母*ヴァーブ Verve 1955 鹿毛                                              | Nearco                                                                       | Pharos           | Pharos           |
| 母 チヨダクイン 1970 栗毛                                                    | 母の母*ヴァーブ Verve 1955 鹿毛                                              | Nearco                                                                       | Nogara           |                  |
| 母 チヨダクイン 1970 栗毛                                                    | 母の母*ヴァーブ Verve 1955 鹿毛                                              | Straight Verse                                                               | Straight Deal    | Straight Deal    |
| 母 チヨダクイン 1970 栗毛                                                    | 母の母*ヴァーブ Verve 1955 鹿毛                                              | Straight Verse                                                               | Fille de Poete   |                  |